# Summer Holiday (Cliff Richard)
Summer Holiday is een nummer van de Britse zanger Cliff Richard met zijn begeleidingsband The Shadows. Bruce Welch en Brian Bennett, leden van die band, schreven het nummer en het werd geproduceerd door Norrie Paramor. Het werd uitgebracht op 8 februari 1963 als leadsingle van het gelijknamige album. Het bereikte de eerste positie op de hitlijsten in Australië, België, Canada, Denemarken, Noorwegen, Spanje en het Verenigd Koninkrijk.

## Achtergrond
In 1986 kwam het Nederlandse duo MC Miker G & DJ Sven met een remix van
Summer Holiday (genaamd Holiday Rap, gemixt met het nummer Holiday van Madonna). Hiervoor gebruikten de twee de melodie van Summer Holiday voor hun refrein.

## Hitnoteringen

### Single Top 100
| Hitnotering: 11-05-1963 t/m 10-08-1963 | Hitnotering: 11-05-1963 t/m 10-08-1963 | Hitnotering: 11-05-1963 t/m 10-08-1963 | Hitnotering: 11-05-1963 t/m 10-08-1963 | Hitnotering: 11-05-1963 t/m 10-08-1963 | Hitnotering: 11-05-1963 t/m 10-08-1963 | Hitnotering: 11-05-1963 t/m 10-08-1963 | Hitnotering: 11-05-1963 t/m 10-08-1963 | Hitnotering: 11-05-1963 t/m 10-08-1963 | Hitnotering: 11-05-1963 t/m 10-08-1963 | Hitnotering: 11-05-1963 t/m 10-08-1963 | Hitnotering: 11-05-1963 t/m 10-08-1963 | Hitnotering: 11-05-1963 t/m 10-08-1963 | Hitnotering: 11-05-1963 t/m 10-08-1963 | Hitnotering: 11-05-1963 t/m 10-08-1963 | Hitnotering: 11-05-1963 t/m 10-08-1963 |
| Week:                                  | 1                                      | 2                                      | 3                                      | 4                                      | 5                                      | 6                                      | 7                                      | 8                                      | 9                                      | 10                                     | 11                                     | 12                                     | 13                                     | 14                                     |                                        |
| -------------------------------------- | -------------------------------------- | -------------------------------------- | -------------------------------------- | -------------------------------------- | -------------------------------------- | -------------------------------------- | -------------------------------------- | -------------------------------------- | -------------------------------------- | -------------------------------------- | -------------------------------------- | -------------------------------------- | -------------------------------------- | -------------------------------------- | -------------------------------------- |
| Positie:                               | 5                                      | 5                                      | 5                                      | 4                                      | 3                                      | 3                                      | 3                                      | 2                                      | 9                                      | 9                                      | 9                                      | 9                                      | 10                                     | 10                                     | uit                                    |

### NPO Radio 2 Top 2000
| Nummer met noteringen in de NPO Radio 2 Top 2000 | '99 | '00  | '01  | '02  | '03  | '04  | '05  | '06  | '07  | '08  | '09  | '10  |
| ------------------------------------------------ | --- | ---- | ---- | ---- | ---- | ---- | ---- | ---- | ---- | ---- | ---- | ---- |
| Summer Holiday                                   | 578 | 1081 | 1282 | 1388 | 1604 | 1516 | 1560 | 1510 | 1465 | 1487 | 1710 | 1882 |

1. ↑  Een vetgedrukt getal geeft de hoogste notering aan.
2. ↑  Deze tabel is bijgewerkt tot en met de laatste editie (2024).